# ماسیمیلیانو جیاکوبو
ماسیمیلیانو جیاکوبو (انگلیسی: Massimiliano Giacobbo؛ زادهٔ ۱۵ ژوئیهٔ ۱۹۷۴) بازیکن فوتبال اهل ایتالیا است.
از باشگاه‌هایی که در آن بازی کرده‌است می‌توان به باشگاه فوتبال مسینا، باشگاه فوتبال یوونتوس، باشگاه فوتبال فوجا، باشگاه فوتبال آنکونا، باشگاه فوتبال چیتادلا، باشگاه فوتبال دلفینو پسکارا، و باشگاه فوتبال اتلتیکو آرتزو اشاره کرد.